# Eremippus haghighii
Eremippus haghighii är en insektsart som beskrevs av Marius Descamps 1967. Eremippus haghighii ingår i släktet Eremippus och familjen gräshoppor. Inga underarter finns listade i Catalogue of Life.